# Chrysolarentia decisaria
Chrysolarentia decisaria är en fjärilsart som beskrevs av Walker. Arten ingår i släktet Chrysolarentia och familjen mätare. Inga underarter finns listade i Catalogue of Life.